# ジョナサン・コゾル

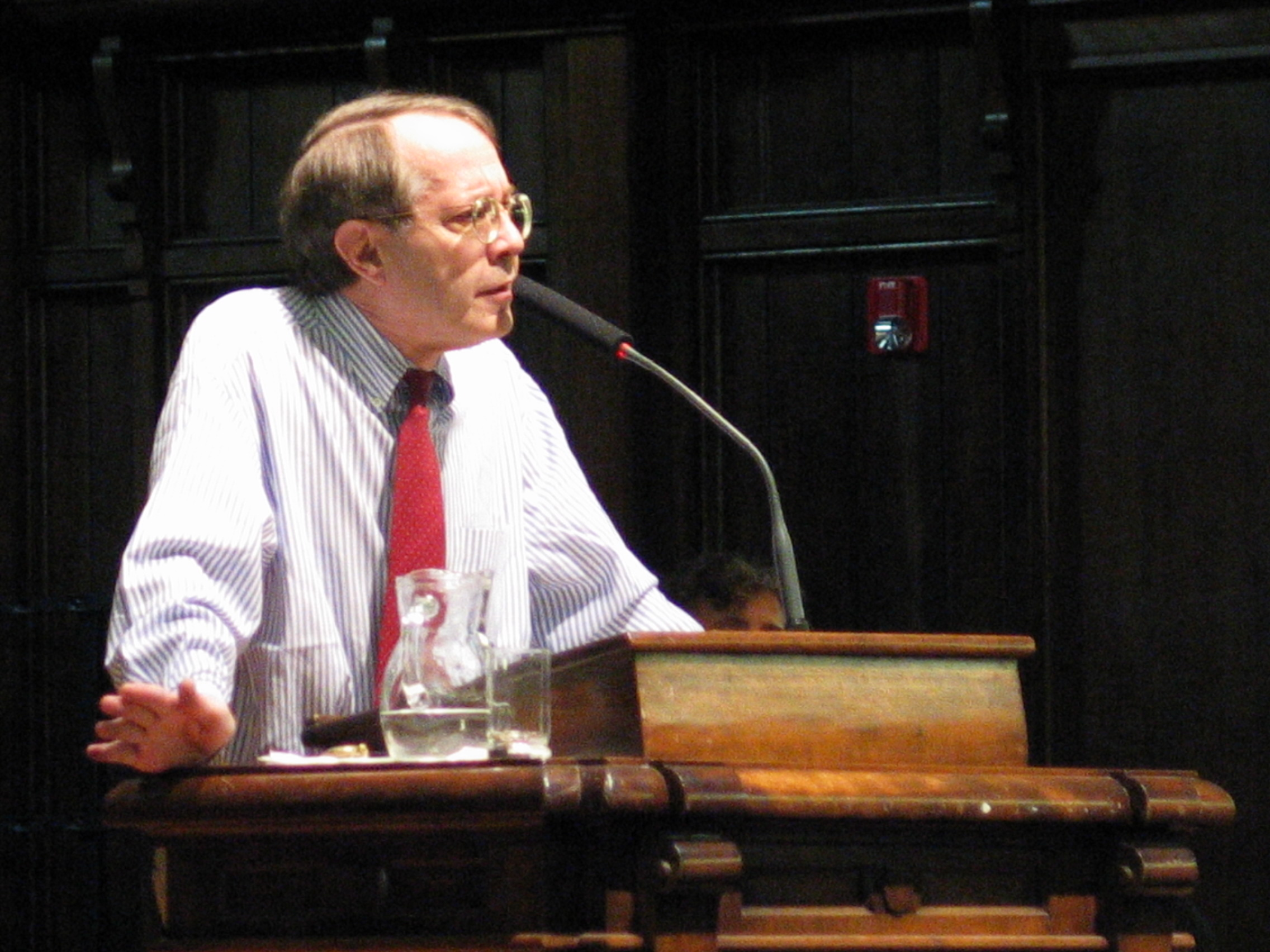
ジョナサン・コゾル

ジョナサン・コゾル（Jonathan Kozol, 1936年9月5日 - ）は、アメリカ合衆国ボストン生まれの教育者、ノンフィクション作家、社会活動家である。アメリカ合衆国の公教育をテーマとした著述で広く知られている。

## 来歴

### 幼少期と教育
コゾルはハーバード大学で英文学を専攻し、最優秀の成績で卒業した。その後、ローズ奨学生に選出され、イギリスのオックスフォード大学マグダレン・カレッジで学んだ。しかし、彼はローズ奨学生として定められた期間を全うせず、パリへ移り小説執筆に専念した。パリで4年間を過ごし、そこで唯一の刊行小説となる『The Fume of Poppies』（人形たちの香り）を執筆している。この時期、彼は作家ウィリアム・スタイロンと面識を得ており、その影響もあってアメリカへ帰国し、ボストンの小学校で教師となることを志した。

### 公民権運動と教師としてのキャリア
1964年から1965年にかけてのアメリカ公民権運動（1955年 - 1968年）の余韻が残る中、コゾルはハーバードスクエアからボストンに隣接する黒人最貧困地区へ赴き、ボストン市立学校で第4ランクの教師として勤務を開始した。彼が一躍時の人となり、ボストンの公民権運動の中心人物となるのは、担当クラスでラングストン・ヒューズの詩を朗読したことを理由にボストン市立学校から解雇された後のことである。解雇後、彼は自身が子ども時代に通ったニュートン市立学校から教師の職を得た。コゾルは社会的な正義の問題に深く関わるようになるまで、また執筆に時間を割く必要が生じるまでの数年間、この学校で教鞭を執り在職した。

## 主要著作と受賞
コゾルの最初のノンフィクション作品は、ボストンの公立小学校での教師としての最初の1年間について綴った『死を急ぐ幼き魂』（Death at an Early Age）である。1967年に出版され、1968年には全米図書賞（科学、哲学、宗教部門）を受賞した。この本はアメリカとヨーロッパで200万部以上の売上を記録している。
その他の主要な著作としては、『家のない家族』（Rachel and Her Children: Homeless Families in America）が挙げられる。この作品は1988年にロバート・F・ケネディ出版賞とアメリカジャーナリスト・著作家協会からのメディアの良心賞を受賞した。また、『野蛮なる不平等』（Savage Inequalities）は、1992年にニューイングランド出版賞を獲得し、全米書評家協会賞の最終候補にも選出された。1995年に発表された『アメリカの人種隔離の現在(いま)―ニューヨーク・ブロンクスの子どもたち』（Amazing Grace: The Lives of Children and the Conscience of a Nation）は、ニューヨークのサウスブロンクス、アメリカ合衆国で最も貧しい下院選挙区のルポルタージュである。この本は1996年にアニスフィールド・ウルフ図書賞を受賞している。この賞は、かつてラングストン・ヒューズやマーティン・ルーサー・キング・ジュニアにも贈られた権威ある賞である。
コゾルは、グッゲンハイム・フェローシップを1970年と1980年に受賞している。

## 主な著作リスト
- 『死を急ぐ幼き魂』（Death at an Early Age: The Destruction of the Hearts and Minds of Negro Children in the Boston Public School, 1967年） - 日本語訳：『死を急ぐ幼き魂 黒人差別教育の証言』早川書房、1968年
- Free Schools (1972年)
- The Night is Dark and I am Far From Home (1975年)
- Children of the Revolution (1980年)
- Prisoners of Silence: Breaking the Bonds of Adult Illiteracy in the United States (1980年)
- On Being a Teacher (1981年; 1994年改訂) - 日本語訳：『先生とは』晶文社セレクション、晶文社、1986年
- Alternative Schools: A Guide for Educators and Parents (1982年) ISBN 0826402267 - 日本語訳：『自分の学校をつくろう』晶文社、1987年
- Illiterate America (1986年) - 日本語訳：『非識字社会アメリカ』世界人権問題叢書、明石書店、1997年
- 『家のない家族』（Rachel and Her Children: Homeless Families in America, 1988年） - 日本語訳：『家のない家族』晶文社セレクション、晶文社、1991年
- Savage Inequalities: Children in America's Schools (1991年)
- 『アメリカの人種隔離の現在(いま)―ニューヨーク・ブロンクスの子どもたち』（Amazing Grace: The Lives of Children and the Conscience of a Nation, 1995年） - 日本語訳：『アメリカの人種隔離の現在(いま)―ニューヨーク・ブロンクスの子どもたち』世界人権問題叢書、明石書店、1999年
- Ordinary Resurrections: Children in the Years of Hope (2000年)
- The Shame of the Nation: The Restoration of Apartheid Schooling in America (2005年)